# Ниязоба
Ниязоба (азерб. Niyazoba, ранее Низабат, Низова́я — посёлок городского типа в Хачмазском районе Республики Азербайджан, административный центр муниципалитета Ниязоба. До 1992 года — село Низовая, центр Низовинского сельсовета.

## География
Расположено на Самур-Дивичинской равнине, к востоку от города Хачмаз у устья реки Кудиалчай.

## История
В 1636 году деревню Низабат посетил Адам Олеарий, направлявшийся с посольством к шаху Персии:

Деревня Низабат, в которую мы направились, лежит от экватора в 41°15'; в ней едва 15 разбросанных повсюду домов, которые все построены от земли четырёхугольником высотой почти в два человеческих роста; вверху они были плоски, уложены дёрном, на котором можно было ходить, как на земле. Подобного рода плоские постройки обычны во всей Персии и даже во всей Азии. В летнее время видно, как люди иногда ходят взад и вперед на крышах, где иногда есть палатки, иногда и нет, как здесь едят, а ночью, чтобы иметь прохладу, спят... Внутри все эти крестьянские дома были очень опрятны и в комнатах полы выстланы коврами.

В XVII—XVIII веках Низовая стала первой пристанью в Персии, посещавшейся русскими и английскими купцами, местом их торговли с персидскими купцами, где приставали корабли из Астрахани:

От Дербента ехали они к берегу Низабатскому, или к Низовому, которое последнее звание и нискому оного положению прилично. Здесь Российские суда из Астрахани обыкновенно приставали для Персидского торгу: потому то место и наречено Низовая пристань. Она лежит по примечанию мореплавателей наших под 41° 30' высоты полюса, напротив того Олеарий 15' меньше означил. Разные реки, общее имя Низовые имеющие, впадают там в море. Тогда находились там два Русские, да три Персидские суда [Бусы] на берегу, потому что там нет гавани. Судовая садка на мель есть там общее обыкновение, отчего для мягкого грунта, никакого вреда не приключается. Когда опять в море итти захотят, то весьма удобно с мели спускаются. Там была беспрерывная ярманка между Российскими и Персидскими купцами, кои жили в худых шелашах, потому что никаких прямых жителей, ниже домов, в близости не было. Знатнейшей торг состоял в шелку сырцу. Персияне и Армяне привозили оной шелк на верблюдах и лошаках из Шамахии. Из Российских товаров по большей части там продавались: сукна, полотна, юфти и разные мелочи, как: иглы, наперстки, зеркала и проч. Из юфтей наипаче употреблялись токмо задки, кои у Персиан Сапры называются. Они себе делают из них Хози, или туфли, которые в грязную погоду, и во время дальней ходьбы, сверьх своих сафьянных сапогов надевают, и есть ли они в дом придут, то оставляют оные у дверей. Торги были тогда в Низабате не так велики, как в прежние времена, когда ещё Грузинцы и Мингрельцы обыкновенно привозили туда товары свои, что приписывали взбунтованию Лезгов, разбоям Даудбека, которой насилием своим запер все дороги.

Ввиду обмеления фарватера, к XIX веку пристань была оставлена, так как суда вынуждены были останавливаться в 7 верстах от берега.
В 1977 году на развалинах близ села Низовая был найден Низовский клад джалаиридских монет

## Население

### Национальный состав
Многонациональное село. Проживают: азербайджанцы, лезгины, таты, и др.